# العتايج
العتايج قرية عراقية، كما تسمى باللغة الدارجة أو قرية العتائق، هي إحدى قرى العراق وتقع في محافظة بابل قرب مركز مدينة الحلة، وتقع على الطريق السياحي وهي أولى القرى التي تصادف المار في الطريق السياحي، تحدها من الشمال منطقة كريطعة ومن الجنوب قرية الدولاب ومن الغرب نهر الحلة. تحولت القرية الى محلة العتايج في العام 2020.
قد تسمى بقرية صغيرة ولكنها بمقاييس القرى تعد كبيرة فعدد سكانها يقارب العشرة آلاف نسمة، في القرية بعض المزارات أبرزها مزار السيد عبد الله العتائقي ويكنى بــ أبو مداد وهو ابنه ويرقد في جواره ويقع في جنوب القرية واكتسب هذا المزار شهرة واسعة في التسعينيات من القرن الماضي (أي عام 1990) فبدأ الزائرون يتوافدون عليه من مدن اخرى ومن دول اخرى. كما أن هناك مزارات أخرى كالسيد محمد خير الدين نظام الدين المكنى بابو الخير والشيخ إبراهيم. تشتهر القرية ببساتين النخيل والأشجار الأخرى مثل الحمضيات والعنب والرمان وغيرها، وكما وتشتهر بزراعة المحاصيل الصيفية والشتوية مثل الخيار والباذنجان والشجر والكرفس والريحان وغيرها.
عانت القرية كثيرا للفترة من 1990 - 2004 إذ تفتقر إلى ابسط الخدمات كالماء الصافي والكهرباء والخدمات الصحية وبعد العام 2004 تم بناء مشروع للماء الصافي وهو مشترك يزودها بالماء إضافة إلى قرية الوردية، اضطهد أهلها في عام 1991 وقد تم إعدام عدد كبير من أبنائها في عام 1991 أثناء الانتفاضة الشعبانية.

## التعليم
فيها مدرسة ابتدائية واحدة اسمها مدرسة غرناطة الابتدائية المختلطة، أما طلاب المرحلة الثانوية فيضطرون إلى الذهاب إلى مركز مدينة الحلة لدراسة المتوسطة في مدرسة دمشق للبنين أو التحرير للبنات، أما الإعدادية ففي إعدادية الفيحاء للبنين أو إعدادية الحلة للبنات أو في الإعداديات المهنية.

## الطبيعة
تتميّز قرية العتايج بطبيعة ريفية حيث الكثير من سكانها لا يزالون يمارسون الفلاحة كعمل وكمصدر رئيسي للرزق. ويميزها أن شط الحلة يمر بالقرب فيها بعض البساتين تسقى سيحا، أي دون الحاجة لمضخات، لكن البعض بحاجة إلى مضخات للسقي. كان بعض الأهالي قديما يسقون زرعهم عن طريق الناعور الذي يعمل عن طريق استخدام الحمير. في الوقت الحاضر 2020 لا يعتمد أهالي القرية على الزراعة حيث أن الغالبية يعملون أعمال أخرى غير الفلاحة. كما أن أغلب المزارع (البساتين) قد باعها أهلها كقطع أراضٍ سكنية.